# Divinísimas (programa de televisión)
Divinísimas es un programa de televisión latinoamericano en formato talk show producido por Hispanomedios, grabado en Miami (Estados Unidos), y emitido desde enero de 2023 por Venevisión de Venezuela, y desde febrero por Telesistema de República Dominicana.

## Formato
El espacio es conducido por las actrices mexicanas Ninel Conde y Laura Flores, la venezolana Scarlet Ortiz y la empresaria dominicana Gigi Núñez, acompañadas de un bulldog llamado Max, “el varón in-domado” del grupo.
En el formato las animadores destacaran su conocimiento de mundo femenino, con humor, mientras entrevistan a destacados invitados especiales, particularmente actores de diversas nacionalidades, para representar al lado masculino, centrándose en un tema particular en cada programa, y participando en diversas dinámicas.